# 嚴浩 (台灣演員)
嚴浩（1987年8月5日—）第一部戲劇角色為2011年三立都會台《真愛找麻煩》出道，參與許多的戲劇演出，包括《1006的房客》、《我們與惡的距離》。

## 電視劇
- 三立《真愛找麻煩》飾 信宏
- 三立《真愛趁現在》飾 東野
- TVBS《A咖的路》飾 阿修
- 客台《黃金稻浪》飾 川崎
- 網路劇《天倫夢斷》飾 鄭友漢
- 客台《明天一起去樂園》飾 吳鈞凱
- 愛奇藝《1006的房客》飾 周一傑
- 網路劇《推理筆記》飾 徐江
- 公共電視《我們與惡的距離》飾 王宏彬
- 中視《握三下，我愛你》飾 董四海
- 東森《美味滿閣》飾 李國洲
- 三立《跟鯊魚接吻》飾 廖希俊
- 愛奇藝《邱比特傳人》飾 俊傑
- 八大電視《親愛的亞當》飾 俊毅
- 三立《門當互懟愛上你》飾 陳奕剛
- 八大電視東森電視《永生密碼一九七》飾 (保密)
- 大愛《你準備萌芽了嗎？》飾 子豪

## 外部連結
- 嚴浩yenhao的Facebook專頁
- 嚴浩yenhao的Instagram帳戶
- 嚴浩在互联网电影资料库（IMDb）上的資料（英文）

1. ↑  .   [2020-07-27]. （原始内容存档于2020-07-27）.